# ديسقوريا ثلاثية الأقسام
ديسقوريا ثلاثية الأقسام (الاسم العلمي:Dioscorea trifida) هي نوع من النباتات تتبع جنس الديسقوريا من الفصيلة الديسقورية.